# Joseph McGlyn
Joseph McGlyn (21 de septiembre de 1968) es un deportista estadounidense que compitió en tiro con arco, en la modalidad de arco recurvo. Ganó una medalla de oro en el Campeonato Mundial de Tiro con Arco en Sala de 2001, en la prueba de equipo.

## Palmarés internacional
| Campeonato Mundial en Sala | Campeonato Mundial en Sala | Campeonato Mundial en Sala | Campeonato Mundial en Sala |
| Año                        | Lugar                      | Medalla                    | Prueba                     |
| -------------------------- | -------------------------- | -------------------------- | -------------------------- |
| 2001                       | Florencia (Italia)         | Medalla de oro             | Equipo                     |